# Báthory Kristóf
Somlyói Báthory Kristóf (Szilágysomlyó, 1530 – Gyulafehérvár, 1581. május 27.) erdélyi vajda, Báthory István erdélyi fejedelem és lengyel király bátyja.

## Élete
Báthory István erdélyi vajda (1477–1534) és Telegdi Katalin (1492–1547) fiaként született. Izabella királyné megbízásából több küldetésben vett részt. 1557-ben a francia udvarban járt II. Henrik közbenjárását kérni, hogy Izabella Erdélyen kivül Lippát, Temesvárt és Becskereket is visszaszerezze a Portától. 1565-ben János Zsigmond seregeinek egyik parancsnoka, Huszt alól elűzte Schwendi Lázár hadait. 1571-ben feleségül vette Bocskai Erzsébetet, Bocskai István nővérét. 1571-től 1576-ig váradi kapitány. 1576-tól öccsének, Báthory Istvánnak a lengyel trónra való távozása után nevében és utasításai szerint, mint vajda, kormányozta Erdélyt. 
1581. május 27-én Gyulafehérvárott halt meg. Halála után kiskorú fiát, Zsigmondot választották vajdává, de továbbra is a Krakkóban székelő Báthory István fejedelem, majd ennek halála után 1586-tól Zsigmond gyámja, Ghiczy János kormányzott.